# 19550 Samabates
19550 Samabates este un asteroid din centura principală de asteroizi.

## Descriere
19550 Samabates este un asteroid din centura principală de asteroizi. A fost descoperit pe 10 mai 1999 la Socorro, New Mexico, în cadrul proiectului LINEAR. Asteroidul prezintă o orbită caracterizată de o semiaxă mare de 2,29 ua, o excentricitate de 0,18 și o înclinație de 3,4° în raport cu ecliptica.